# Jordsand
Jordsand (en frisón septentrional: Jordsun) fue un islote danés, perteneciente a los llamados halligen, situado en el Mar de Frisia al sureste de la isla danesa de Rømø y al este de la isla alemana de Sylt. La isla fue anteriormente conocida con el nombre de Hiortsand ("isla de ciervos") y estuvo probablemente conectada tanto a la isla de Sylt como al continente. El nombre antiguo hace referencia a la presencia de ciervos en la isla.

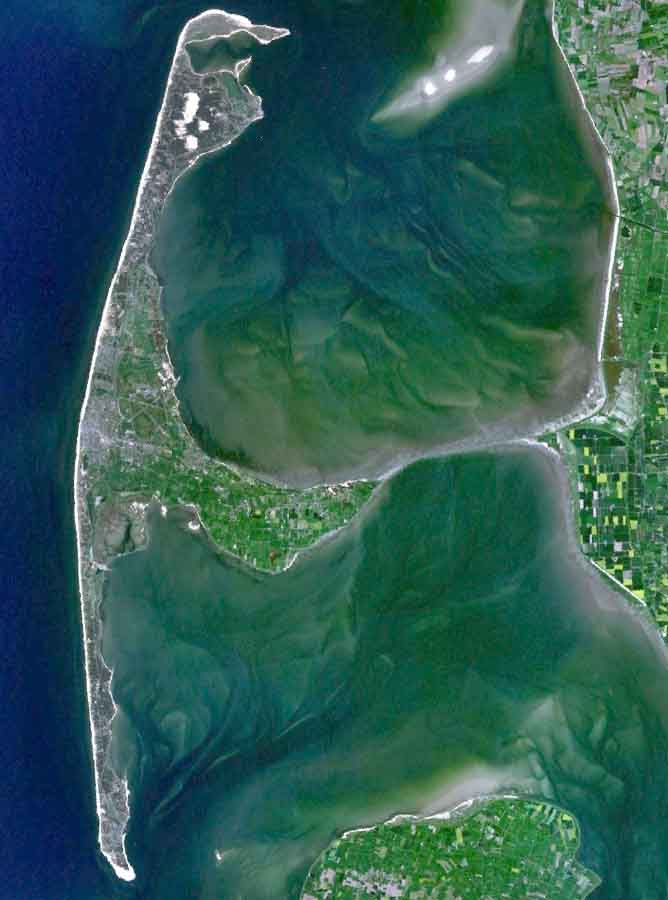
En la esquina superior derecha, Jordsand

Registros de 1231 describen que la isla contaba con una superficie equivalente a 20 km². Tenía numerosos montículos o túmulos artificiales para asegurar las viviendas de las mareas. La isla fue destruida por una serie de marejadas ciclónicas. Su superficie fue descrita en 1807 y 1873 como 40,7 y 18,4 hectáreas respectivamente. 
En 1895, una tormenta destruyó el último montículo, la isla fue abandonada y se convirtió en un santuario de aves. Los intentos por protegerla de las sucesivas inundaciones se realizaron en la década de 1970, pero no fueron muy exitosos desde que la isla se quedó desprotegida por un dique. El tamaño de la isla acabó reduciéndose hasta las 2,3 hectáreas y fue finalmente destruida en una inundación durante el invierno de 1998-1999.
Su recuerdo perdura en el nombre de una de las más antiguas organizaciones medioambientales de Alemania, Verein Jordsand, fundada en 1907.
- Datos: Q20684
- Multimedia: Jordsand / Q20684